# Altpreußisches Stettiner Land-Regiment SL
Das Stettiner Land-Regiment war ein Infanterieregiment der altpreußischen Armee.

## Geschichte
Das Stettiner Land-Regiment wurde 1729 durch König Friedrich Wilhelm I. als Stettinsches Garnison-Regiment aufgestellt. Ursprünglich mit sieben Musketier-Kompanien angesetzt wurde es 1735 auf neun Kompanien reguliert. Friedrich II. übernahm das Land-Regiment weitgehend unverändert. 1758 wurde das Regiment um zwei Grenadier-Kompanien ergänzt, die jedoch umgehend zum Grenadier-Bataillon „Ingersleben“ verlegt wurden. 1788 wurde das Stettiner Land-Regiment aufgelöst.

## Garnison
- 1729–1733 Stettin
- 1734–1735 Stettin, Anklam, Demmin
- 1736–1788 Stettin

## Organisation, Stärke und Verwendung
Die Mannschaftsdienstgrade galten ohne Ausnahme als unbesoldet permanent beurlaubt. Die meiste Zeit des Jahres hielten sie sich in ihren Heimatorten auf, nur einmal jährlich wurden sie für 14 Tage zum Exerzieren in Stettin zusammengezogen. In dieser Zeit erhielten sie Sold, und ebenso, wenn sie zu anderen Anlässen zum Einsatz kamen. Die Offiziere, Unteroffiziere und Tambours taten ganzjährig Dienst, waren jedoch dauerhaft auf Halbsold gesetzt. Die Bestimmung der Truppe war ein zweites Aufgebot, was sich vor allem darin begründete, das es zu großen Teilen aus nicht mehr feldverwendungfähigen, invalidisierten, ausgemusterten oder strafversetzten Soldaten und Offizieren bestand. Das Land-Regiment war als letztes unter den pommerschen Truppen gelistet und sollte nur im Ausnahmefall in Kriegszeiten lokal defensiv in Erscheinung treten.

## Kampfhandlungen
Das Stettiner Landregiment war während des Siebenjährigen Krieges 1757 an Kampfhandlungen mit der Schwedischen Armee beteiligt. So am 13. September an der Anklamer Fährschanze, in Anklam selbst und in Demmin. Ebenfalls am 13. September begannen die Kämpfe an der Peenemünder Schanze, die bis 23. September anhielten. Am 14. September wurden durch das Regiment Kämpfe an der Swinemünder Schanze bestritten.

## Uniformierung
Die Uniformierung war durch schwarze offene Aufschläge und Kragen sowie dunkelblaue Unterkleider gekennzeichnet.

## Regimentschefs
- 1735–1737: Oberst Johann Arend
- 1737–1750: Oberst Kaspar Ehrenreich von Thermo
- 1750–1752: Oberst Baltzer Julius von Kahlbutz
- 1752–1759: Oberst Johann Gottfried von Stockhausen
- 1759–1764: Oberst Ernst Heinrich von Langenau
- 1764–1770: Oberst Wolfgang Albrecht von Hohendorf
- 1770–1784: Major Karl Heinrich von Poseck
- 1784–1788: Major  Friedrich August von Eyff